# Перти (озеро, Кондопожский район)
Перти — пресноводное озеро на территории Гирвасского сельского поселения Кондопожского района Республики Карелии.

## Общие сведения
Площадь озера — 2,1 км², площадь водосборного бассейна — 18,1 км². Располагается на высоте 144,7 метров над уровнем моря.
Форма озера лопастная, продолговатая: оно почти на три километра вытянуто с севера на юг. Берега изрезанные, каменисто-песчаные, местами заболоченные.
Из северо-западного залива Перти вытекает ручей Пертоя, впадающий в озеро Лангов, из которого вытекает водоток с неустановленным наименованием, впадающий в ручей Каллеоя, в свою очередь впадающий в реку Дяньгу, являющуюся притоком реки Суны.
Ближе к западному берегу озера расположен один относительно крупный (по масштабам водоёма) остров без названия.
К западу от озера проходит лесная дорога.
Населённые пункты вблизи водоёма отсутствуют.
Код объекта в государственном водном реестре — 01040100211102000017999.